# 區艷蓮
區艷蓮（英語：Cindy Au Yim Lin，1963年12月25日—），香港前女演員，曾主持無綫電視兒童節目《430穿梭機》。

## 簡歷
區艷蓮有一姊三兄二弟，1981年考入第十一期無綫電視藝員訓練班，同期同學計有梁朝偉、周星馳、吳鎮宇、歐陽震華、張兆輝等，82年還未畢業便被派主持兒童節目《430穿梭機》，與張國強、譚玉瑛等合作，做了約兩年時間調往戲劇組，演過一些不大重要的角色，發展未如理想遂於85年底約滿後轉投亞洲電視，區艷蓮曾與當時的亞洲電視監製李兆華拍拖四年，89年宣告分手，90年代初淡出演藝圈。

## 演出作品

### 電視劇（無綫電視）
| 播映年份 | 劇名       | 角色     |
| 1982年   | 荊途       |          |
| 1982年   | 活力十一   |          |
| 1982年   | 花艇小英雄 | 花艇姑娘 |
| 1984年   | 信是有緣   |          |
| 1984年   | 秋瑾       |          |
| 1984年   | 魔域桃源   |          |
| 1984年   | 家有嬌妻   |          |
| 1984年   | 新紮師兄   | 鄺惠兒   |
| 1985年   | 呂四娘     |          |
| 1985年   | 好女當差   |          |

### 電視劇（亞洲電視）
| 播映年份 | 劇名              | 角色           |
| 1986年   | 神燈              | 葉靈（Elaine） |
| 1986年   | 冒險家樂園        | 柯羨婷         |
| 1986年   | 斷腸人在天涯      |                |
| 1986年   | 決戰江湖          | 傅晚晴         |
| 1987年   | 文學電視之月牙兒  |                |
| 1987年   | 風水輪流傳        | 舒亦婷         |
| 1987年   | 香港情            |                |
| 1987年   | 擦鞋先生          |                |
| 1988年   | 滿清十三皇朝2雍正 | 德妃           |
| 1988年   | 張保仔            | 宋楚兒         |
| 1989年   | 野櫻花            | Maggie         |
| 1989年   | 天劍絕刀          | 范雪君         |
| 1990年   | 最佳才子          |                |
| 1991年   | 乖女也瘋狂        | 何琳琳         |

### 電視劇（香港電台）
- 1988年《性本善》：神勇戰士

### 電視節目

#### 無綫電視
- 1982-84年《430穿梭機》主持
- 1984年《翡翠迎春接萬福》參與

#### 亞洲電視
- 1989年《忍忍忍遊樂場》第9集

### 音樂錄像
- 1983年 蔣慶龍《共享陽光》